# Ustawowy ustrój małżeński w Republice Federalnej Niemiec
Ustawowy małżeński ustrój majątkowy w Republice Federalnej Niemiec – jest to akt prawny, powszechnie obowiązujący na terytorium RFN. Reguluje stosunki majątkowe małżonków. Jeżeli małżonkowie nie zastrzegli, żyją w Zugewinngemeinschaft (wspólności majątkowej). Jeżeli nastąpi rozwód (jest to najczęstszy przypadek), dochodzi do rozdzielności majątkowej.

## Przepisy ogólne
W Republice Federalnej Niemiec zawarcie małżeństwa powoduje zmianę w ustroju majątkowym małżonków. Jest ono uregulowane w niemieckim kodeksie cywilnym zwanym Bürgerliches Gesetzbuch.  Tak więc główną zależnością zawarcia związku małżeńskiego jest powstanie ustawowego prawa majątkowego. W związku z tym, zarząd majątku żony i prawo do pobierania użytków przechodzi na męża i jest to tak zwane mienie wniesione. Do takiego mienia należy również majątek, jaki został nabyty przez żonę już w momencie trwania małżeństwa.
Wyjątkiem od wyżej wymienionego przykładu, jest sytuacja, w której mąż zawarł małżeństwo z kobietą, która ma ograniczoną zdolność do czynności prawnych. Wtedy mąż nie nabywa zarządu i nie pobiera użytków, jeżeli nie uzyska zezwolenia jej ustawowego zastępcy.
W prawie niemieckim można spotkać się z wyrażeniem: „mienie zastrzeżone”. Mieniem zastrzeżonym są to rzeczy, które są przypisane do osobistego użytku żony, które mogą pochodzić z dziedziczenia, zapisu lub zachowku, jak również to, co żona nabywa swoją własną pracą albo przez samodzielne prowadzenie przedsiębiorstwa ukierunkowanego na zarobek oraz wszystko to, co zostało uznane w umowie małżeńskiej za mienie zastrzeżone.

## Zarząd i pobieranie użytków
Jeżeli chodzi o zarząd i pobieranie użytków, to mąż ma takie prawo, że może objąć w posiadanie wszystkie rzeczy, które należą do mienia wniesionego. W związku z czym, mężowi jest przypisany obowiązek zarządu mieniem w sposób prawidłowy oraz informowanie żony o stanie zarządu.
Sytuacje, w których mąż może działać bez zgody żony:
- może rozporządzać pieniędzmi lub takimi rzeczami żony, które ulegają zużyciu,
- może: „potrącać wierzytelności żony z takimi wierzytelnościami do żony, których uiszczenie można się domagać z wniesionego mienia”,
- może: „wypełnić zobowiązania żony do świadczenia przedmiotu, należącego do wniesionego mienia, przez świadczenie tego przedmiotu”

Wszystkie te czynności, które przysługują mężowi bez zgody żony, powinny być dokonywane w celu racjonalnego i prawidłowego zarządzania wniesionym mieniem.
W sytuacji, gdy mąż potrzebuje zgody żony, która jest wymagana do dokonania czynności prawnej i jest ona związana z prawidłowym zarządem wniesionego mienia, a żona odmawia bez podania przyczyny, wtedy sąd opiekuńczy może udzielić takiej zgody, ale tylko na wniosek męża.
Taka sama zależność występuje w przypadku, kiedy żona z powodu choroby lub nieobecności napotyka przeszkody w złożeniu oświadczenia, a wraz ze zwłoką połączone jest niebezpieczeństwo.
W prawie niemieckim występuje „mienie wniesione”. Przez to wyrażenie należy rozumieć przedmioty, należące do gospodarstwa domowego, „które mąż sprawia, zamiast przedmiotów, przez żonę wniesionych, ale już więcej nieistniejących, albo takich, które wartość swą utraciły.”
Obowiązki męża ponoszone względem żony:
- koszty sporu, które dotyczą dochodzenia prawa, które należy do mienia wniesionego, jak również takie koszty sporu, które prowadzi zona, ale tylko w zakresie w jakim nie obciążają one mienia zastrzeżonego.
- koszty ochrony żony w postępowaniu karnym, które zostało przeciwko niej skierowane.
- ponosi również wydatki małżeńskiego pożycia, w którym żona może żądać od męża, ażeby on na ten cel przeznaczył tzw. czysty dochód z wniesionego mienia.

W momencie kiedy zachowanie męża budzi wątpliwości, czy dokonywane przez niego czynności nie zagrażają w znacznym stopniu wniesionemu mieniu, żona może żądać od męża odpowiedniego zabezpieczenia. Analogicznie w sytuacji, gdy w znacznym stopniu zagrożone są roszczenia żony o zwrot wartości rzeczy zużywalnych, które przysługują mężowi z zarządu i pobieranych użytków.
Żona, której przysługuje roszczenie przeciwko mężowi na podstawie zarządu i pobierania użytków, może dochodzić swoich roszczeń sądownie, ale dopiero tylko, gdy ustanie zarząd i pobieranie użytków, wyjątkiem jest sytuacja, w której istnieją inne warunki, np. zabezpieczenie.
Uprawnienia żony do rozporządzania wniesionym mieniem są ograniczone, z tego względu, że potrzebuje ona zgody męża. Może występować również skuteczność zawieszona, gdy żona za pomocą umowy rozporządzi wniesionym mieniem bez zgody męża od którego zależy potwierdzenie. W takiej sytuacji druga strona, która ma prawo do odwołania się od zawartej umowy, do momentu, kiedy zostanie ona potwierdzona. Natomiast, gdy druga strona wiedziała, że kobieta jest mężatką, może odwołać się od zawartej umowy tylko wtedy, gdy żona złożyła sprzeczne oświadczenie, że uzyskała zgodę od męża. Jeżeli natomiast strona wiedziała o braku zgody, wtedy nie może się odwołać od zawarcia umowy.
Jednostronna czynność prawna, dotycząca rozporządzaniem wniesionego mienia bez zgody męża, uważana jest za bezskuteczną.
Nie wymagana jest zgoda męża do czynności prawnych, w których żona zobowiązuje się świadczenia. Podobna sytuacja zachodzi w momencie, gdy mąż nie może wyrazić zgody z powodu choroby lub nieobecności, a zwłoka może spowodować niebezpieczeństwo, wtedy zgoda męża na dokonanie czynności nie jest wymagalna.
Czynności, w których żona nie potrzebuje zezwolenia męża:
- przyjęcie bądź wyrzeczenie się spadku albo zapisu
- zrzeczenie się zachowku oraz sporządzenie inwentarza, który przypadł jej spadku,
- nieprzyjęcie oferty na umowę lub darowiznę,
- wykonanie czynności prawnej w stosunku do męża.

Czynności, w których żona nie potrzebuje przyzwolenia męża:
„1) do dalszego prowadzenia sporu, jaki w chwili zawarcia małżeństwa już istniał;
2) do sądowego dochodzenia przeciw mężowi prawa, należącego do wniesionego mienia;
3) do sądowego dochodzenia przeciw trzeciemu prawa, należącego do wniesionego mienia, jeśli mąż tym prawem rozporządzi bez wymaganego przyzwolenia żony;
4) do sądowego dochodzenia prawa sprzeciwiania się egzekucji.”

## Odpowiedzialność za długi
Wierzyciele męża mogą nie żądać zaspokojenia swojej wierzytelności z wniesionego mienia. Jeżeli chodzi o wierzycieli żony, oczywiście jeżeli nie zachodzą inne przesłanki, mogą żądać zaspokojenia swoich wierzytelności z wniesionego mienia bez względu na zarząd i pobierane użytki, które przysługują mężowi. W sytuacji, gdy mąż zbył lub zużył rzeczy zużywalne, to jest on zobowiązany wobec wierzycieli do wynagrodzenia.
Co się dzieje w sytuacji, gdy po zawarciu małżeństwa żona otrzyma spadek lub zapis jako mienie zastrzeżone? Wtedy mienie, które zostało wniesione odpowiada za zobowiązania żony.
„§ 1415. W stosunku małżonków do siebie na zastrzeżonym mieniu ciążą: 
1) zobowiązania żony, wypływające z czynu niedozwolonego, którego się ona dopuściła w czasie trwania małżeństwa, albo z postępowania karnego, które przeciwko niej z powodu takiego czynu skierowano;
2) zobowiązania żony ze stosunku prawnego, który dotyczy zastrzeżonego mienia, choćby one powstały przed zawarciem małżeństwa lub zanim mienie stało się mieniem zastrzeżonym;
3) koszty sporu, który żona prowadzi o zobowiązania pod l. 1,2 wymienione.”

## Ustanie zarządu i pobierania użytków
Żona ma prawo żądać uchylenia zarządu i pobierania użytków w następujących przypadkach:
- pierwszą z nich będzie zachowanie męża budząca obawę, który swój rezultat może przejawiać w tym, że prawa żony będą zagrożone.
- kolejna będzie niedopełnienie obowiązku dostarczania środków utrzymania żonie oraz dzieciom oraz możliwość pogorszenia się tej sytuacji. Z takim naruszeniem mamy do czynienia w momencie, gdy żona i dzieci nie otrzymują takich środków, jakie przysługiwałby im w prawidłowym zarządzie i użytkowaniu wniesionego mienia,
- w sytuacji gdy małżonek jest ubezwłasnowolniony częściowo,
- gdy jest pozbawiony własnej woli.

Takie żądanie dochodzi do skutku z chwilą uprawomocnienia się wyroku. W przypadku ogłoszenia upadłości majątku męża, w chwili uprawomocnienia się tej uchwały. W sytuacji gdy mąż zostanie uznany za zmarłego, wyżej wymienione uprawnienia ustają w dniu uważanym za dzień śmierci małżonka.

## Rozdział majątków
Rozdział majątków następuje:
- gdy mąż zawarł małżeństwo z kobietą, która ma ograniczoną zdolność do działania i nie uzyskał zgody jej ustawowego zastępcy, nie uzyskuje zarządu i pobierania użytków,
- w momencie gdy żona żąda uchylenia zarządu pobierania użytków, które zostały wymienione części ustania zarządu i pobierania użytków.
- gdy mąż został uznany za zmarłego,
- gdy zostanie ogłoszona upadłość męża podjęta prawomocną uchwałą.